# Gymnocheta lucida
Gymnocheta lucida là một loài ruồi trong họ Tachinidae.